# Оберт за хвилину
О́берт за хвили́ну (позначення: об/хв, 1/хв, хв−1 або міжнародний варіант rpm від англ. revolutions per minute) — одиниця вимірювання частоти обертання: числа повних обертів, здійснених тілом (валом, колесом, шківом тощо) навколо фіксованої осі. Використовується для характеристики швидкості обертання механічних компонентів у механізмах та машинах.
Також використовується одиниця оберт за секунду (позначення: об/с, с−1 або міжнародне r/s).
Співвідношення між одиницями:
1 об/хв = хв−1 = 1/60 об/с ≈ 0,01667 об/с
Інша фізична величина, що пов'язана з цим поняттям: кутова швидкість; у системі SI вимірюється в радіанах за секунду (рад/с):
1 об/хв = 2π рад/хв = 2π/60 рад/с = 0,1047 рад/с ≈ 1/10 рад/с

## Приклади
- Ультразвукові бормашини мають швидкість обертання до 800 000 об/хв (13 300 об/с).
- Секундна стрілка годинника обертається з частотою 1 об/хв.
- DVD-програвачі зазвичай зчитують диски зі сталою лінійною швидкістю. Швидкість обертання змінюється від 1530 об/хв (25,5 об/с), при зчитуванні біля внутрішнього краю, і 630 об/хв (10,5 об/с) на периферійній частині диска[3]. DVD-приводи комп'ютерів також працюють на швидкості, що кратна вищенаведеним значенням.
- Барабан пральної машини у режимі відтискування може обертатись зі швидкістю від 500 до 2000 об/хв (8—33 об/с).
- Турбіна генератора обертається з частотою 3000 об/хв (50 об/с) або 3600 об/хв (60 об/с), в залежності від країни (див. Змінний струм#Розподіл змінного електричного струму).
- Автомобільний двигун внутрішнього згоряння зазвичай експлуатується в діапазоні 2000—3000 об/хв (33—50 об/с), оберти холостого ходу близько 1000 об/хв (16 об/с), а максимальна швидкість обертання 6000—10 000 об/хв (100—166 об/с).
- Комп'ютерний жорсткий диск переважно має оберти 5400, 7200, 10 000 або 15 000 об/хв (90, 120, 160 або 250 об/с).
- Двигун боліда формули один може розвивати 18 000 об/хв (300 об/с) (за регламентом сезону 2009).
- Центрифуга для збагачення урану обертається зі швидкістю не меншою за 90 000 об/хв (1500 об/с)[4].
- Газотурбінний двигун досягає десятків тисяч обертів за хвилину. Авіаційні турбіни можуть розганятись до 100 000 об/хв (1700 об/с), а найшвидші і до 165 000 об/хв (2750 об/с)[5].
- Типовий 80-мм комп'ютерний вентилятор обертається зі швидкістю 800—3000 об/хв.
- Турбокомпресор автомобільного двигуна може досягати швидкості обертання 290 000 об/хв (4800 об/с), при тому, що 80 000—200 000 об/хв (1000—3000 об/с) мають місце при звичайних навантаженнях.